# Marko Slokar
Marko Slokar, slovenski okoljski inženir, * 1952
Obiskoval je Gimnazijo Vena Pilona v Ajdovščini. Leta 1978 je diplomiral na oddelku za kemijo in kemijsko tehnologijo Fakultete za naravoslovje in tehnologijo v Ljubljani.
Med 4. avgustom 1994 in 31. oktobrom 2004 je opravljal funkcijo državnega sekretarja za okolje in evropske zadeve v Ministrstvu za okolje, prostor in energijo Republike Slovenije. Od 1. novembra 2004 je bil predsednik uprave Ekološko razvojnega sklada Republike Slovenije (Eko sklad, j.s.).